# Kevin Johnson (Boxer)
Kevin Johnson (* 7. September 1979 in Asbury Park, New Jersey, USA) ist ein ehemals US-amerikanischer, jetzt russischer Boxer im Schwergewicht.

## Laufbahn
Kevin Johnson begann erst im Alter von 18 Jahren mit dem Boxsport. Nach 16 Amateurkämpfen (14 Siege bei zwei Niederlagen) wurde er 2003 Profi. Seinen ersten Profikampf bestritt er am 13. Februar 2003, den er durch technischen K. o. in der vierten Runde gewann.
Bereits in seinem vierten Kampf boxte Johnson im Juni 2004 gegen den deutlich erfahreneren Usbeken Timur Ibragimow, der zu diesem Zeitpunkt in dreizehn Profikämpfen ungeschlagen war. Johnson erreichte in dem vierrundigen Kampf ein Unentschieden. In den folgenden Jahren schlug er hauptsächlich wenig bekannte Aufbaugegner. Seit seinem Sieg gegen Damian Willis (zuvor nur eine Niederlage gegen Chris Arreola) 2007 galt er trotz seines unspektakulären Boxstils mit relativ geringer K.o.-Quote neben Arreola als eine der US-amerikanischen Nachwuchshoffnungen im Schwergewicht.
Sein bis dahin bekanntester Gegner wurde am 5. September 2008 in Atlantic City Bruce Seldon. Gegen den 41-jährigen Seldon, Mitte der 1990er Jahre kurzzeitig WBA-Weltmeister im Schwergewicht und durch seine Niederlage gegen Mike Tyson bekannt, siegte Johnson durch technischen K. o. in der fünften Runde. Anschließend war er als Gegner für den in das Schwergewicht aufgestiegenen britischen Cruisergewichts-Weltmeister David Haye im Gespräch, der dann allerdings stattdessen gegen Monte Barrett antrat.
Am 15. Mai 2009 besiegte Johnson den ungeschlagenen Devin Vargas durch technischen K. o. in Runde sechs und stieg damit auf den sechsten Platz in der WBC-Weltrangliste. Einen geplanten Kampf gegen den Kubaner Odlanier Solís sagte er im September 2009 kurzfristig ab, da er stattdessen die Chance bekam, am 12. Dezember 2009 gegen Vitali Klitschko um die WBC-Weltmeisterschaft zu boxen. Trotz aggressiver KO-Ankündigungen im Vorfeld des Duells bestritt Johnson den Kampf in der Berner PostFinance-Arena sehr passiv und defensiv, so dass er gegen den deutlich aktiveren Titelverteidiger Klitschko klar nach Punkten unterlag. In der vierten Runde konnte Johnson Vitali allerdings eine Cut-Verletzung unter dem rechten Auge zufügen. Als Johnson Vitalis blutenden Cut sah, frohlockte er: „Siehst du, du blutest, ich werde gewinnen.“ Nach Ende der zwölf Runden werteten zwei Punktrichter jeweils alle Runden zugunsten Klitschkos, während der dritte Punktrichter Johnson eine Runde gutschrieb. Dennoch gelang es Johnson mit dieser wenig attraktiven Kampfweise als erst zweitem Boxer nach Timo Hoffmann, mit Vitali Klitschko über die volle Distanz von zwölf Runden zu gehen. Hinterher verriet Johnson, dass er am Ellenbogen verletzt war; weshalb er seine Führhand nur selten einsetzen konnte (die Führhand ist Johnsons beste Waffe).
2012 unterlag er Tor Hamer über drei und Tyson Fury über 12 Runden in einem WBC-Eliminator deutlich nach Punkten (Johnson hatte zu keiner Zeit eine Siegchance gegen Fury). 2013 verlor er gegen den Rumänen Christian Hammer nach Punkten. Im darauffolgenden Jahr boxte er gegen Dereck Chisora um die internationalen Titel der WBO und WBA. Auch hier hatte Johnson zu keiner Zeit eine Siegchance und musste sogar zum ersten Mal in seiner Karriere zu Boden. Schließlich verlor er deutlich über 12 Runden nach Punkten. Im selben Jahr trat er in Bonn gegen den Libanesen Manuel Charr, den sich Vitali Klitschko 2012 für eine freiwillige Titelverteidigung aussuchte und besiegte, an. Der Kampf war auf 10 Runden angesetzt. Charr gewann diesen Kampf äußerst umstritten nach Punkten. Nicht nur Johnson, der über weite Strecken des Kampfes der aktivere Mann war (besonders mit der Schlaghand), war mit diesem Urteil nicht einverstanden, sondern auch die meisten Experten und Fans hatten Johnson vorne.
Am 30. Mai 2015 traf Johnson wohl auf den stärksten Gegner seiner bisherigen Karriere: Anthony Joshua, der britische Olympiasieger von 2012 im Superschwergewicht, schlug Johnson in der ersten Runde insgesamt zweimal zu Boden, beim zweiten Mal fiel Johnson mit dem Oberkörper sogar durch die Ringseile. In der zweiten Runde machte der Vize-Weltmeister von 2011 da weiter, wo er in der ersten Runde aufhörte: Er feuerte viele schnelle, harte Hände ab und brachte einige ins Ziel (zu viele). Johnson war schließlich wieder angeknockt und wehr- und chancenlos, weshalb der Referee den Fight abbrach.

## Liste der Profikämpfe
| 29 Siege (14 K.o.-Siege), 6 Niederlagen, 1 Unentschieden |               |                                                                                              |                    |                                          |
| Jahr                                                     | Tag           | Ort                                                                                          | Gegner             | Ergebnis für Johnson                     |
| 2003                                                     | 13. Februar   | Days Inn, Allentown, Pennsylvania, Vereinigte Staaten                                        | Stanford Brisbone  | Sieg / TKO 4. Runde                      |
| 2003                                                     | 24. April     | Days Inn, Allentown, Pennsylvania, Vereinigte Staaten                                        | William Bolar      | Sieg / KO 1. Runde                       |
| 2003                                                     | 13. Juli      | Cedar Beach, Allentown, Pennsylvania, Vereinigte Staaten                                     | Elfair McKnight    | Punktsieg (einstimmig) / 4 Runden        |
| 2004                                                     | 17. Juni      | Harrah's Laughlin, Laughlin, Nevada, Vereinigte Staaten                                      | Timur Ibragimov    | Unentschieden                            |
| 2004                                                     | 28. Juli      | Orange County Fairgrounds, Middletown, New York, Vereinigte Staaten                          | DeSean Harper      | Sieg / TKO 4. Runde                      |
| 2004                                                     | 30. September | Mohegan Sun Casino, Uncasville, Connecticut, Vereinigte Staaten                              | Robert Wiggins     | Punktsieg (einstimmig) / 8 Runden        |
| 2004                                                     | 6. November   | Glendale Arena, Phoenix, Arizona, Vereinigte Staaten                                         | Karl Evans         | Sieg / TKO 1. Runde                      |
| 2005                                                     | 8. Januar     | Emerald Queen Casino, Tacoma, Washington, Vereinigte Staaten                                 | William Cook       | Punktsieg (einstimmig) / 8 Runden        |
| 2006                                                     | 27. Januar    | Tropicana Hotel & Casino, Atlantic City, New Jersey, Vereinigte Staaten                      | Robert Kooser      | Sieg / TKO 1. Runde                      |
| 2006                                                     | 31. März      | Mohegan Sun Casino, Uncasville, Connecticut, Vereinigte Staaten                              | Robert Hawkins     | Sieg / Punktsieg (einstimmig) / 8 Runden |
| 2006                                                     | 10. Juni      | Boardwalk Hall, Atlantic City, New Jersey, Vereinigte Staaten                                | Daniel Bispo       | Punktsieg (einstimmig) / 10 Runden       |
| 2006                                                     | 11. Oktober   | Westchester County Center, White Plains, New York, Vereinigte Staaten                        | Demetrice King     | Punktsieg (einstimmig) / 6 Runden        |
| 2006                                                     | 10. November  | Birchwood Manor, Whippany, New Jersey, Vereinigte Staaten                                    | Michael Rhodes     | Punktsieg (einstimmig) / 6 Runden        |
| 2006                                                     | 8. Dezember   | Paradise Theater, Bronx, New York, Vereinigte Staaten                                        | Charles Davis      | Punktsieg (einstimmig) / 10 Runden       |
| 2007                                                     | 29. März      | The Plex, North Charleston, South Carolina, Vereinigte Staaten                               | Curtis Taylor      | Sieg / KO 1. Runde                       |
| 2007                                                     | 9. Juni       | Connecticut Convention Center, Hartford, Connecticut, Vereinigte Staaten                     | Ron Guerrero       | Punktsieg (einstimmig) / 8 Runden        |
| 2007                                                     | 3. August     | Far West Rodeo, Doraville, Georgia, Vereinigte Staaten                                       | Damian Wills       | Punktsieg (einstimmig) / 10 Runden       |
| 2007                                                     | 9. November   | Paradise Theater, Bronx, New York, Vereinigte Staaten                                        | Andrew Greeley     | Punktsieg (einstimmig) / 6 Runden        |
| 2007                                                     | 5. Dezember   | Seminole Hard Rock Hotel and Casino, Hollywood, Florida, Vereinigte Staaten                  | Jermell Barnes     | Punktsieg (einstimmig) / 8 Runden        |
| 2008                                                     | 18. April     | Buffalo Run Casino, Miami, Oklahoma, Vereinigte Staaten                                      | Terry Smith        | Punktsieg (einstimmig) / 10 Runden       |
| 2008                                                     | 5. September  | Bally's Event Center, Atlantic City, New Jersey, Vereinigte Staaten                          | Bruce Seldon       | Sieg / TKO 5. Runde                      |
| 2008                                                     | 7. November   | Ballys Park Place Hotel Casino, Atlantic City, New Jersey, Vereinigte Staaten                | Matthew Greer      | Sieg / TKO 3. Runde                      |
| 2009                                                     | 15. Mai       | Harrah's Marina Hotel Casino, Atlantic City, New Jersey, Vereinigte Staaten                  | Devin Vargas       | Sieg / TKO 6. Runde                      |
| 2009                                                     | 12. Dezember  | PostFinance-Arena, Bern, Schweiz                                                             | Vitali Klitschko   | Punktniederlage (einstimmig) / 12 Runden |
| 2010                                                     | 29. Oktober   | Blake Hotel, Charlotte, North Carolina, Vereinigte Staaten                                   | Charles Davis      | Sieg / KO 4. Runde                       |
| 2011                                                     | 22. Januar    | The Greenbrier, White Sulphur Springs, West Virginia, Vereinigte Staaten                     | Julius Long        | Punktsieg (einstimmig) / 8 Runden        |
| 2011                                                     | 25. Juni      | Elder Entertainment Center, Decatur, Georgia, Vereinigte Staaten                             | Harold Sconiers    | Sieg / TKO 1. Runde                      |
| 2012                                                     | 1. April      | Doomben Racecourse, Ascot, Queensland, Australien                                            | Alex Leapai        | Sieg / TKO 1. Runde                      |
| 2012                                                     | 20. Juni      | York Hall, Bethnal Green, London, Vereinigtes Königreich                                     | Tor Hamer          | Punktniederlage (einstimmig) / 3 Runden  |
| 2012                                                     | 20. Juni      | York Hall, Bethnal Green, London, Vereinigtes Königreich                                     | Albert Sosnowski   | Punktsieg (geteilt) / 3 Runden           |
| 2012                                                     | 20. Juni      | York Hall, Bethnal Green, London, Vereinigtes Königreich                                     | Noureddine Meddoun | Sieg / TKO 1. Runde                      |
| 2012                                                     | 1. Dezember   | Odyssey Arena, Belfast, Nordirland, Vereinigtes Königreich                                   | Tyson Fury         | Punktniederlage (einstimmig) / 12 Runden |
| 2013                                                     | 28. April     | Convention & Exhibition Centre, Melbourne, Victoria, Australien                              | Solomon Haumono    | Sieg / KO 4. Runde                       |
| 2013                                                     | 20. Dezember  | Messe, Schnelsen, Hamburg, Deutschland                                                       | Christian Hammer   | Punktniederlage (einstimmig) / 10 Runden |
| 2014                                                     | 15. Februar   | Copper Box Arena, Queen Elizabeth Olympic Park, Hackney Wick, London, Vereinigtes Königreich | Dereck Chisora     | Punktniederlage (einstimmig) / 12 Runden |
| 2014                                                     | 12. April     | Telekom Dome, Bonn, Nordrhein-Westfalen, Deutschland                                         | Manuel Charr       | Punktniederlage (einstimmig) / 10 Runden |
| 2015                                                     | 30. Mai       | O2 Arena (Millennium Dome), Greenwich, London, Vereinigtes Königreich                        | Anthony Joshua     | Niederlage / TKO 2. Runde                |
| 2017                                                     | 11. März      | Metroplex, Little Rock, Arkansas, Vereinigte Staaten                                         | Jamal Woods        | Punktsieg (einstimmig) / 6 Runden        |
| 2017                                                     | 28. April     | Arena Armeec, Sofia, Bulgarien                                                               | Kubrat Pulew       | Punktniederlage (einstimmig) / 12 Runden |
| (Quelle: BoxRec-Datenbank)                               |               |                                                                                              |                    |                                          |

## Belege
1. ↑  Klitschko vs. Johnson: Geplärre, Grimassen und eine offene Rechnung
2. ↑  Kevin Johnson Verletzung war schuld

| Personendaten    | Personendaten                         |
| ---------------- | ------------------------------------- |
| NAME             | Johnson, Kevin                        |
| KURZBESCHREIBUNG | US-amerikanischer Schwergewichtsboxer |
| GEBURTSDATUM     | 7. September 1979                     |
| GEBURTSORT       | Asbury Park                           |